# DAX
|  | Per a altres significats, vegeu «Dax». |

DAX (Abreviatura de Deutscher Aktienindex) és l'índex borsari més important d'Alemanya. Reflecteix el comportament de les accions dels blue chips, que són les trenta principals empreses cotitzades a la Borsa de Frankfurt seleccionades per la seva capitalització i volum de contractació. El terme DAX és una marca registrada pertanyent a l'operadora de l'índex, Deutsche Börse AG. La data base del DAX és el 30 de desembre de 1987 i va partir del valor base de 1.000 punts.
El càlcul del DAX el realitza el sistema Xetra cada segon al llarg d'una sessió i consisteix en una mitjana aritmètica ponderada per capitalització. Les sessions transcorren de dilluns a divendres. La seva obertura és a les 9:00 i el tancament es produeix un cop conclosa la subhasta de tancament de preus del Xetra, que s'inicia a les 17:30. Des del 18 de juny de 1999, per al càlcul del DAX només es tenen en compte aquelles empreses cotitzades al Xetra.